# کوکتل (فیلم ۲۰۰۶)
«کوکتل» (انگلیسی: Cocktail (2006 film)) یک فیلم است که در سال ۲۰۰۶ منتشر شد.